# Saint-Hyacinthe Chiefs
Saint-Hyacinthe Chiefs byl profesionální kanadský klub ledního hokeje, který sídlil v Saint-Hyacinthe v provincii Québec. V letech 1996–2009 působil v profesionální soutěži Ligue Nord-Américaine de Hockey. Chiefs ve své poslední sezóně v LNAH skončily v základní části na pátém místě. Své domácí zápasy odehrával v hale Stade Louis-Philippe-Gaucher s kapacitou 2 048 diváků. Klubové barvy byly šedá, zlatá a bílá.

## Historické názvy
Zdroj: 
- 1996 – Acton Vale Nova
- 2000 – Acton Vale Beaulieu
- 2001 – Saint-Hyacinthe Cousin
- 2005 – Saint-Hyacinthe Cristal
- 2006 – Saint-Hyacinthe Top Design
- 2008 – Saint-Hyacinthe Chiefs

## Přehled ligové účasti
Zdroj: 
- 1996–2004: Ligue de hockey semi-professionnelle du Québec
- 2004–2009: Ligue Nord-Américaine de Hockey